# Брудерханс, Зденек
Зденек Брудерханс (чеш. Zdeněk Bruderhans; род. 29 июля 1934, Прага) — чешско-австралийский флейтист и музыкальный педагог.

## Биография
Окончил Пражскую музыкальную академию. В 1955—1959 гг. в оркестре пражского Национального театра. В 1959 г. удостоен первой премии Международного музыкального фестиваля «Пражская весна». В 1960—1968 гг. первая флейта Симфонического оркестра Пражского радио.
После подавления Пражской весны эмигрировал. В 1969—1973 гг. преподавал в Швеции, затем переселился в Австралию. В 1973—1997 гг. преподавал в Аделаидском университете, в 1987—1988 гг. декан музыкального отделения.
В концертном репертуаре и дискографии Брудерханса особое место занимают сочинения и переложения для флейты соло — в диапазоне от произведений Иоганна Себастьяна Баха и Георга Филиппа Телемана до Богуслава Мартину.